# Букурещки договор (1916)
Вижте пояснителната страница за други значения на Букурещки договор.
Букурещкият договор от 1916 година е таен международен договор, подписан между Румъния и държави от Антантата в Букурещ на 4/17 август 1916 година. С договора се уреждат условията, при които Румъния се включва в Първата световна война на страната на Антантата.

## Условия на договора
Договорът има две части – политическа част и военна конвенция. Политическите му клаузи указват териториите, които след края на войната Румъния ще получи за сметка на Австро-Унгария. Те включват Трансилвания, Кришана и Марамуреш.
Според военната конвенция Румъния трябва да атакува Австро-Унгария от юг, като Русия се задължава да съдейства чрез офанзива на австрийския фронт и чрез военна подкрепа от две пехотни и една кавалерийска дивизия в Добруджа. Френската и британската страна поемат задължението да започнат офанзива на Солунския фронт. Антантата се задължава да подпомогне Румъния с боеприпаси и други военни материали.

## Участие на Румъния във войната
Румъния обявява война на Австро-Унгария на 27 август и насочва три армии с 440 000 души, които същата нощ пресичат южните Карпати.
Първоначалното настъпление на румънската армия е лесно, тъй като като Австро-Унгария не може да осигури големи войски по румънската граница. Към средата на септември обаче атаката спира, а българските войски, подпомагани от германски части, постигат успехи срещу румънската армия, заплашвайки румънците от юг.
В края на октомври румънската армия е отблъсната от Трансилвания с помощта на германски подкрепления, пристигнали там. В края на 1916 година столицата Букурещ пада, правителството избягва в Яш, а Влахия преминава под контрола на Централните сили. Румъния е разгромена и през 1918 година подписва мирен договор с Централните сили, според който предава цяла Добруджа на Централните сили и е направена корекция на границата по Карпатите в полза на Австро-Унгария. Трианонският договор с Унгария, както и останалите договори, изработени на Парижка мирна конференция 1919-1920 г., анулират предишния мирен договор и узаконяват присъединяването към Румъния на част от териториите, обещани по Букурещкия договор от 1916 г.